# Giulietta e Romeo (Zandonai)
Giulietta e Romeo és una òpera en tres actes de Riccardo Zandonai, amb llibret de Arturo Rossato, basat lleugerament en l'obra de Shakespeare. S'estrenà al Teatro Costanzi de Roma el 14 de febrer de 1922. No s'ha estrenat a Catalunya.	